# Гьоре Йовановски
Георге (Гьоре) Йовановски (на македонска литературна норма: Ѓорѓе (Ѓоре) Јовановски) е македонски футболист и треньор по футбол. Роден е на 22 март 1956 в Скопие, СР Македония, Югославия.

## Кариера
Като футболисте играл за ФК Вардар и Цървена звезда в югославската първа лига и за турския Самсунспор.
Тренирал е отборите на Слога Югомагнат, Работнички Кометал, Милано Куманово и Металург Скопие. Избиран е три пъти за „Най-добър треньор в Македония“ от Спорт радио 90.3 FM. Също така е водил Македония от 2001 до 2002. От 17 август 2010 е треньор на ПФК ЦСКА (София)